# Щучье (Омская область)
Щучье — посёлок в Любинском районе Омской области России. Входит в состав Алексеевского сельского поселения.

## География
Населённый пункт находится на юго-западе центральной части Омской области, в лесостепной зоне, в пределах Ишимской равнины, на северном берегу озера Дмитровского, на расстоянии примерно 45 километров (по прямой) к северо-западу от посёлка городского типа Любинский, административного центра района. Абсолютная высота — 117 метров над уровнем моря.

### Часовой пояс
Посёлок Щучье, как и вся Омская область, находится в часовой зоне МСК+3. Смещение применяемого времени относительно UTC составляет +6:00.

## Население
| 2010 |
| ---- |
| 82   |

Гендерный состав
По данным Всероссийской переписи населения 2010 года в гендерной структуре населения мужчины составляли 45,1 %, женщины — соответственно 54,9 %.
Национальный состав
Согласно результатам переписи 2002 года, в национальной структуре населения русские составляли 78 % из 143 чел.

## Улицы
Уличная сеть посёлка состоит из трёх улиц.